# MThB Bm 596
De Bm 596 is een diesel elektrisch treinstel van het Stadler Rail type GTW, bestemd voor het regionaal personenvervoer van de Zwitserse Mittelthurgaubahn (MThB).

## Geschiedenis
Het treinstel type werd in 1996 door Mittelthurgaubahn besteld bij Stadler Rail.
Door vervoersgroei kocht de Mittelthurgaubahn in 2002 van de Sihltal-Zürich-Uetliberg-Bahn (SZU) twee stuurstandrijtuigen. Het ging hierbij om de Bt 997 en Bt 998 (ca. 1962). Deze werden vernummerd in Bt 231 en Bt 232. Deze rijtuigen zijn echter nooit ingebruik genomen.
De EuroThurbo nam de treinen over en werden in 2005 verkocht aan de SBB GmbH. Deze voerde na beëindiging van het contract in augustus 2005 de treinen in 2006 af.
De treinstellen werden in 2007 verkocht aan Ferrovie del Sud-Est (FSE) en daar ingebruik als ATR 200.

## Constructie en techniek
Het treinstel is opgebouwd uit een aluminium frame. Het treinstel heeft een lagevloerdeel. Deze treinstellen kunnen tot drie stuks gecombineerd rijden. De treinstellen zijn uitgerust met luchtvering. Verdere werden buffers geplaatst om onder meer rijtuigen mee te kunnen nemen.

## Treindiensten
Deze treinen werden door Mittelthurgaubahn (MThB), EuroThurbo en SBB GmbH tot 9 december 2006 ingezet op het volgende traject:
- Radolfzell - Stockach, ook als Seehäsle bekend.

## Foto's

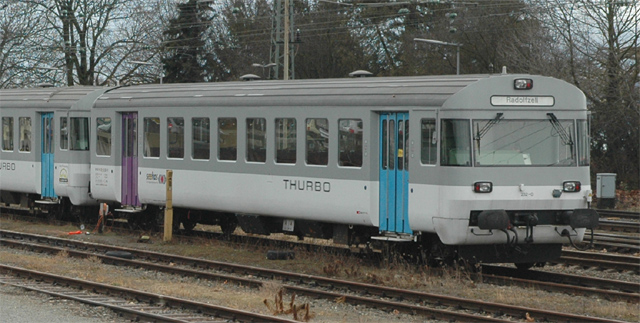
Twee voor combinatie met Bm 596 aangepaste stuurstandrijtuigen op 16 februari 2006 te Radolfzell